# إسرائيل كنول
إسرائيل كنول (بالعبرية: ישראל קנוהל‏) (ولد في 13 مارس 1952) هو عالم إسرائيلي في الكتاب المقدس ومؤرخ. وهو أستاذ يحزكيل كوفمان للدراسات الكتابية في الجامعة العبرية في القدس، وزميل بارز في معهد شالوم هارتمان في القدس. تتناول كتبه دمج الاكتشافات العلمية والأثرية مع الرواية الكتابية، والمعتقدات الإسرائيلية المبكرة، ومسح عبادة الإسرائيليين، وكيف وأين نشأ الإسرائيليون.

## الأعمال المنشورة
نُشر أول كتاب لكنول، "ملجأ الصمت" باللغة العبرية. استناداً إلى أطروحته للدكتوراه، يتعلق الأمر بنظرياته حول تأريخ المصدر الكهنوتي. يقترح كنول أن المصدر الكهنوتي (P) يعود إلى فترة أقدم بكثير مما يُفترض عادةً وأن قانون القداسة (H) يمثل إضافة إلى قانون القانون في P، وليس التفسير القياسي الذي هو العكس. يقترح كنول أن المصدر H ربما تم إدراجه في المصدر P كاستجابة من كهنوت الهيكل للحركات النبوية المتنامية. وقد حظيت وجهة نظر كنول بقبول واسع النطاق من قبل العلماء، وأبرزهم جاكوب ميلجروم في تعليقه المؤثر على سفر اللاويين. فاز الكتاب بجائزة شكوب لأفضل عمل في الأدب الكتابي.

### المسيح قبل يسوع
اشتهر كنول بنظريته القائلة بأن الثقافة اليهودية تحتوي على أسطورة حول المسيح الذي قام من بين الأموات في الأيام التي سبقت يسوع الناصري. ومن بين المقدمات التاريخية لهذه الشخصية المسيحانية هو مناحيم الإسيني الذي ورد ذكره عدة مرات في الأدبيات الحاخامية. وقد شرح هذه النظريات في كتاب المسيح قبل يسوع: الخادم المتألم لمخطوطات البحر الميت (منشورات جامعة كاليفورنيا، 2000). وقد وجد أيضًا دليلاً على هذا الاعتقاد في مخطوطات البحر الميت، على الرغم من أن تفسيره لـ"ترنيمة تمجيد الذات" المحفوظة جزئيًا والتي تعتمد عليها نظريته غير مقبول عالميًا. في عام 2007، بعد البحث في نقش رؤيا جبرائيل، ادعى كنول أن النقش يدعم ادعائه بأن المسيح المقتول قام من بين الأموات بعد ثلاثة أيام، واستند في المقام الأول على الكلمات לשלושת ימין חאיה (بعد ثلاثة أيام سوف يعيش) في النقش. كانت هذه القراءة مثيرة للجدل، وتراجع عنها كنول لاحقًا لصالح القراءة الأكثر قبولًا "بعد ثلاثة أيام ستكون هناك علامة". نوقشت أفكاره حول أسطورة المسيح على نطاق واسع في الصحافة الشعبية، بما في ذلك صحيفة نيويورك تايمز، ومجلة تايم.

### كيف وُلِد الكتاب المقدس
في كتابه "كيف وُلِد الكتاب المقدس" الصادر عام 2018، طرح كنول نظرية جديدة حول خروج بني إسرائيل من مصر، مقترحًا وجود علاقة بين موسى وإيرسو. وفقًا لبردية هاريس الأول ولوحة فيلة، كان إرسو شاسوًا استولى على السلطة في مصر بدعم من "الآسيويين" (أشخاص من بلاد الشام) بعد وفاة الملكة تاوسرت؛ بعد وصوله إلى السلطة، عطل إرسو وأنصاره الطقوس المصرية، وأوقفوا تقديم القرابين للآلهة المصرية. وفي نهاية المطاف هزمهم وطردهم الفرعون الجديد ست نخت، وأثناء فرارهم، تركوا كميات كبيرة من الذهب والفضة التي سرقوها من المعابد. كان من المعتقد في الأصل أن إرسو هو المستشار باي، وهو ضابط آسيوي بارز ارتقى إلى السلطة في عهد الفرعون سيتي الثاني وحاول لاحقًا اغتصاب العرش.
بينما تنص قطعة أثرية من IFAO رقم 1864 عُثر عليها في دير المدينة في عام 2000 على أن باي أُعدم في عهد الفرعون سبتاح، قبل وقت طويل من تصرف إرسو.
وفقًا لكنول، فإن لوحة فيلة مصر وبردية هاريس الأولى قد تكونان النسخة الدعائية المصرية لقصة الخروج، وقد يكون إرسو هو موسى: ودعمًا لنظريته، يلاحظ أن سفر الخروج ينص على أنه أثناء مغادرتهم، نهب الإسرائيليون المصريين، وأن الإسرائيليين غادروا مصر بالسلاح، وأن الفرعون كان خائفًا من تحالف محتمل بين الإسرائيليين وأعداء مصر. ويشير كنول أيضًا إلى أنه يمكن العثور على نسخة مماثلة من القصة في كتاب مانيثون، الذي يتحدث عن زعيم يُدعى وسرسف الذي أطاح بالفرعون الشرعي لمصر وقاد مجموعة من المصابين بالجذام وتحالف مع الهكسوس، قبل أن يُطرد في النهاية من مصر.